# John George Bartholomew
John George Bartholomew FRSE (Edimburg, 22 de març de 1860 - Sintra, 14 d'abril de 1920) va ser un cartògraf i geògraf britànic. Va tenir el títol de cartògraf del Rei(Cartographer to the King).
Bartholomew va ser qui va donar el nom a l'Antàrtida,